# Molí del Vidal
El Molí del Vidal és un molí de Torrefeta, al municipi de Torrefeta i Florejacs (Segarra), inclòs a l'Inventari del Patrimoni Arquitectònic de Catalunya.

## Descripció
És un edifici de quatre façanes i tres plantes. A la façana sud, a la planta baixa a l'esquerra, hi ha una entrada rectangular amb gran llinda de pedra i porta de fusta de doble batent. A l'esquerra de l'entrada hi ha un carreu amb la data borrosa de 1672. A la planta següent hi ha dues finestres, a sota de la finestra de la dreta hi ha una sortida d'aigua.
A la façana oest hi ha una finestra que dona a la segona planta. A un nivell inferior de la planta baixa hi ha la sortida d'aigua del molí amb arc de mig punt adovellat. A la façana nord no hi ha cap obertura visible. A la façana est no hi ha cap obertura. La coberta és de dos vessants (est-oest), acabada amb teules. Davant de la façana est hi ha la bassa que encara s'utilitza per al regadiu.
Adjunt a la façana nord hi ha un altre edifici de quatre façanes. Té una gran entrada al mur oest, a la part esquerra, amb gran llinda de pedra on hi ha la data inscrita de 1798. No conserva la coberta. Davant de la façana nord d'aquest darrer edifici hi ha les restes d'un altre del qual només es conserva el mur est i el nord i el sud que forma part de l'anterior edifici. Entre el mur est d'aquest i el nord de l'anterior, hi ha una petita bassa.